# Eleonora z Toleda
Eleonora z Toleda celým jménem Leonor Álvarez de Toledo y Osorio, (11. ledna 1522 Salamanca – 17. prosince 1562 Pisa), byla španělská šlechtična a vévodkyně florentská, první manželka florentského vévody Cosima I. Medicejského.

## Dětství
Narodila se roku 1522 v Salamance ve Španělsku. Její otec byl Pedro Álvarez de Toledo, vévoda z Alby a markýz de Villafranca, a její matka María Osorío y Pimentel, markýza de Villafranca. V roce 1534 se její otec stal místokrálem neapolským, a tak se svou rodinou přestěhoval do Neapole.

## Manželka Cosima I. Medicejského
Vévoda Florentský Cosimo I. Medicejský si chtěl upevnit politickou moc a španělský král Karel V. potřeboval spojenectví s Medicejskými, aby mohl mít španělské jednotky v toskánských teritoriích. Nejlepší volbou se stala Eleonora, krásná a velice bohatá dcera jednoho z nejvlivnějších mužů Itálie. Vdala se za florentského vévodu v roce 1539 ve Florencii.
Eleonora měla jedenáct dětí, jen čtyři se dožili více než dvaceti let, ostatní zemřeli brzy po narození, nebo na malárii.
- 1. Marie (3. 4. 1540 Florencie – 19. 11. 1557 Livorno), svobodná a bezdětná[2]
- 2. František (25. 3. 1541 Florencie – 19. 10. 1587 Poggio a Caiano),[3] velkovévoda toskánský od roku 1574 až do své smrti[4]
I. ⚭ 1565 Johana Habsburská (24. 1. 1547 Praha – 11. 4. 1578 Florencie), rodem rakouská arcivévodkyně[5]
II. ⚭ 1579 Bianca Cappello (1548 Benátky – 20. 10. 1587 Poggio a Caiano)[6]
- 3. Isabela Romola (31. 8. 1542 Florencie – 16. 7. 1576 Cerreto Guidi)[7]
⚭ 1558 Paolo Giordano I. Orsini (1. 1. 1541 Bracciano – 13. 11. 1585 Salò), 1. vévoda z Bracciana od roku 1560 až do své smrti[8]
- 4. Jan (29. 9. 1543 Florencie – 20. 11. 1562 Livorno), kardinál, arcibiskup pisánský od roku 1561 až do své smrti[9]
- 5. Lukrécie (14. 2. 1545 Florencie – 21. 4. 1561 Ferrara)[10]
⚭ 1558 Alfons II. d'Este (24. 11. 1533 Ferrara – 27. 10. 1597 tamtéž), vévoda z Ferrary, Modeny a Reggia od roku 1559 až do své smrti[11]
- 6. Pedricco (7. 8. 1546 Florencie –  9. 6. 1547 tamtéž)[12]
- 7. Garzia (5. 7. 1547 Florencie – 6. 12. 1562 Pisa), zemřel na malárii[13]
- 8. Antonio (*/† 1548)[14]
- 9. Ferdinand (30. 7. 1549 Florencie – 3. 2. 1609 tamtéž), velkovévoda toskánský od roku 1587 až do své smrti[15]
⚭ 1589 Kristina Lotrinská (16. 8. 1565 Nancy – 19. 12. 1637 Florencie)[16]
- 10. Anna (19. 3. 1553 Florencie – 6. 8. 1553 tamtéž)[17]
- 11. Petr (3. 6. 1554 Florencie – 25. 4. 1604 Madrid)[18]
⚭ 1571 Eleonora di Garzia di Toledo (1553 – 10. 7. 1576 Florencie), zavražděna svým mužem[19]

Byla velikou mecenáškou umění, podporovala např. malíře Agnola Bronzina, sochaře Baccia Bandinelliho a Benvenuta Celliniho, miniaturistu Giulia Clovia a architekta Giorgia Vasariho. Měla velký vliv na svého manžela a v dobách jeho nepřítomnosti nebo nemoci regentsky vládla.
Eleonora z Toleda zemřela roku 1562. Na cestě do Pisy se nakazila malárií spolu se svými dvěma syny, kteří zemřeli krátce před ní. Je pohřbená v Kapli Medicejských v Bazilice San Lorenco.